# 고전역학

지구 주위를 도는 위성의 궤도 운동 그림. 수직 속도 및 가속도(힘) 벡터를 고전적 해석을 통해 나타냄

고전 역학(古典力學, 영어: classical mechanics)은 투사체, 기계 부품, 우주선, 행성, 별, 은하 등의 물체의 운동을 설명하는 물리 이론이다.
고전역학은 물체에 작용하는 힘과 운동의 관계를 설명하는 물리학이다. 뉴턴의 운동법칙을 만든 뉴턴의 이름을 따 "뉴턴 역학"이라고 불린다. 고전역학은 다시 크게 두 분야로 나뉜다. 하나는 힘이 균형을 이루어 움직이지 않는 물체들을 다루는 정역학이며 다른 하나는 운동하는 물체를 다루는 동역학이다. (역학 참조)
고전역학은 일상생활에서 일어나는 현상들을 매우 정확하게 설명하고 예측할 수 있다. 그러나 매우 빠른 속도로 움직이는 계에서는 상대성이론, 원자단위와 같은 극히 미세한 스케일의 계에서는 양자 역학에 자리를 내주었으며, 그리고 그 두 가지 조건을 동시에 만족하는 계에서는 양자 마당 이론이 그 역할을 대신하고 있다. 그렇지만, 고전역학은 다음과 같은 이유로 여전히 아주 유용하다.
1. 다른 이론들에 비해 비교적 수학적으로 간단하여 쉽게 사용할 수 있다.
2. 대략적으로 옳은 결과를 주는 범위가 아주 넓다.

실제로 고전 역학은 다음과 같은 물체들의 운동들을 잘 설명하고 있다.
1. 일상생활에서 보는 물체 (팽이나 야구공)
2. 천체와 같은 극히 거시적인 물체 (행성이나 은하)
3. 극미한 영역의 물체 (유기분자)

고전역학은 따로 발전된 고전 전자기학, 그리고 고전 열역학과 거의 모순되지 않는 것처럼 보였으나, 19세기에 들어서 더 심각한 모순점들이 드러나 현대 물리학이 필요하게 되었다. 특별히 고전 비상대론 전기역학은 에테르 매질에 대해 빛의 속도가 일정하리라고 예측하였다. 이 예측은 고전 역학과 융화될 수 없었고 그러한 사실이 특수상대론의 성장으로 이어졌다. 그리고 고전 열역학과는 엔트로피가 잘 정의될 수 없는 양이 되는 깁스 역설과 흑체복사의 자외선 영역에서의 무한한 에너지의 예측 등의 모순을 빚었다. 이러한 문제들을 해결하기 위한 노력으로 인해 양자 역학이 성장하게 되었다.

## 이론 세부 설명
여기서 고전 역학의 기본개념들을 소개하고자 한다. 이해하기 쉽게 점입자 - 즉 무시할 만큼 작은 크기를 가지는 물체 - 만 다루고자 한다. 적은 수의 맺음변수(parameter)를 가지고 점입자의 운동을 기술할 수 있다. 그 몇몇 맺음변수는 위치, 질량, 그리고 점입자에 가해지는 힘이다. 맺음변수들 하나하나씩 살펴보기로 하자.
실제로, 고전 역학으로 기술할 수 있는 물체 중에서 어떠한 것은 크기를 가지고 있다. 진짜 점입자들(예: 전자)은 양자 역학에 의해 잘 설명될 수 있다. 크기를 가지고 있는 물체들은 점입자라고 가정한 물체보다 훨씬 복잡한 운동 형태를 가진다. 왜냐하면 내부 구조 또한 다른 운동의 형태를 가질 수 있기 때문이다. 투수가 회전을 걸어 던진 야구공을 예로 들 수 있다. 그러나 우리는 야구공과 같은 물체를 서로 상호작용하는 수많은 입자의 집합체로 생각하여 점입자에 대해 얻은 결과를 적용할 수 있다. 그리고 이러한 집합체 속 입자 간의 거리가 다른 물체와의 거리보다 충분히 작다면 이 집합체가 점입자처럼 행동한다는 것을 보일 수 있으며 또한 이렇게 야구공 같은 집합체를 점입자로 취급하는 것을 정당화할 수 있다.

### 위치와 위치의 도함수
점입자의 위치는 공간 내의 임의의 고정된 한 점, 때때로 이것을 원점 즉 O, 을 기준으로 해서 정해지며, O에서 입자까지의 벡터 r로 정의된다. 일반적으로 점입자는 움직이거나 변화하기 때문에 r은 t의 함수이다. 여기서 시간은 임의의 초기시간 이후로 지나간 시간을 의미한다.
아인슈타인 이전의 상대성(알려져 있기로는 갈릴레이의 상대성)에서는 시간은 모든 기준틀에서 절대적이다.

#### 속도
속도, 즉 시간에 따른 위치의 변화율은 다음과 같이 정의된다.
{\displaystyle \mathbf {v} ={d\mathbf {r}  \over dt}}.
아인슈타인 이전의 상대성에서는 속도는 직접 더하고 빼기가 가능하다. 예를 들면, 만약 자동차 A가 60 km/h의 속도로 50 km/h의 속도로 달리는 다른 자동차B 옆을 지나간다고 하자. 이럴 때 60 km/h로 달리는 자동차A의 관점에서 보면 자동차 A는 속도60-50=10 km/h로 달리고 있는 다른 자동차 B의 옆을 지나가는 것이다.
간단한 수식을 사용해보자. 앞에서 논의한 자동차 B의 기준좌표계의 속도를 다음과 같이 정의 내린다면 벡터 u = ux (x는 x 방향의 단위벡터), 자동차A가 바라보는 자동차B의 속도는 다음과 같다.
{\displaystyle \mathbf {v'} =\mathbf {v} -\mathbf {u} }

#### 가속도
가속도(속도의 변화율)는
{\displaystyle \mathbf {a} ={\frac {d\mathbf {v} }{dt}}}.
가속도 벡터는 속도의 크기가 변할 때, 방향이 변할 때 혹은 둘 다 변할 때 변한다. 만약 v의 크기가 줄어든다면, 이것은 때때로 감속이라고 한다. 하지만 일반적으로 감속을 포함해서 속도의 어떤 변화라도 간단히 가속도라고 말할 수 있다. 좀 더 쉽게 설명하면 일반적으로 우리가 감속이라고 표현하는 경우는 가속도가 영(0)보다 작은 경우이다.
{\displaystyle \mathbf {a} <0}
그렇다면 가속이라고 표현하는 경우는 가속도가 영(0)보다 큰 경우가 된다.
{\displaystyle \mathbf {a} >0}

#### 기준틀
두 개의 기준틀(Frames of Reference) S와 S'를 생각해 보자. 여기서 S'는 S에 대해 상대속도 u로 움직이고 있다. S와 S'에서 각각 바라보는 하나의 사건(event)이 있다. 두 기준틀에서 바라보는 그 사건에 대한 연관성은 다음과 같다.
이해하기 쉽게 예를 들면, 먼저 질량 m을 가지는 물체가 운동하고 있다고 하자. 당신은 S에 있고, 당신의 친구는 S'에 있으며 당신의 친구가 속도 u로 달리고 있다고 생각해 보자. 당신이 바라보는 물체의 속도는 v이며, 당신의 친구가 바라보는 속도는 v'이다. 이런 경우에 v와 v'의 연관성은 다음의 수식으로 표현될 수 있다.
- v' = v - u (u는 기준틀 사이의 상대속도이다.)
- a' = a (입자의 가속도는 기준틀에 상관없이 모두 같다.)
- F' = F (왜냐하면 F = ma) (입자에 작용하는 힘은 기준틀에 상관없이 모두 같다; 뉴턴 법칙을 참고)
- 광속은 일정하지 않다.
- 맥스웰 방정식의 모양은 다른 기준틀에서 같은 모양을 유지하지 않는다.

### 힘; 뉴턴 제2법칙
뉴턴의 제2법칙은 한 입자의 질량과 속도와 힘(벡터양)의 관계를 설명한다.
여기서 m은 입자의 질량 F는 그 입자에 가해지는 모든 힘들의 벡터합(외부에서 가해진 알짜힘)이다. 그래서 뉴턴의 제2법칙은 다음{수식(1)}과 같다.
{\displaystyle \mathbf {F} _{net}={\frac {d(m\mathbf {v} )}{dt}}}
이 양 mv는 운동량이라 불린다. 보통 질량 m은 시간에 대해서 일정하며 이러한 경우에 뉴턴의 법칙은 좀 더 간단한 형태 {수식(2)}
{\displaystyle \mathbf {F} _{net}=m\mathbf {a} }
로 바뀐다. 여기서 a는 위에서 정의한 것처럼 가속도이다.
항상 질량(m)이 시간(t)에 대해 일정한 것은 아니다. 질량이 시간에 따라 변하는 예도 있다. 먼 달로 쏘아 올린 로켓을 생각해 보자. 로켓의 질량은 로켓이 멀리 날아갈수록 줄어든다. 연료를 소모하기 때문이다. 그러한 경우에는 위와 같은 간단한 형태{수식 (2)}는 틀린 것이 되며 뉴턴의 제2법칙의 완전한 형태{수식(1)}를 사용해야만 한다.
뉴턴의 두 번째 법칙만으로 한 입자의 운동을 모두 기술할 수는 없다. F를 어떤 식으로 표현할 수 있어야 하는데, 이 식은 그 입자가 상호작용을 하고 있는 물리적인 상황을 고려함으로써 구할 수 있다. 예를 들어, 저항력을 다음과 같이 입자의 속도에 대한 함수로 모형화할 수 있다.
{\displaystyle \mathbf {F} _{\rm {R}}=-\lambda \mathbf {v} }
여기에서 λ는 양의 상수라고 하자. 일단 입자에 작용하는 각 힘을 구하고 나면 그 식을 뉴턴의 두 번째 법칙에 대입하여 운동 방정식이라고 부르는 상미분 방정식을 만들 수 있다. 앞에서 든 예를 계속 써서, 그 입자에 작용하는 힘이 마찰력뿐이라고 가정해 보자. 그러면 운동 방정식은 다음과 같이 쓸 수 있다.
{\displaystyle -\lambda \mathbf {v} =m\mathbf {a} =m{d\mathbf {v}  \over dt}}.
위 식을 적분하면 다음과 같은 식을 얻을 수 있다.
{\displaystyle \mathbf {v} =\mathbf {v} _{0}e^{-\lambda t/m}}
여기에서 v0는 초기 속도를 뜻한다. 즉 이 입자의 속도는 시간이 지남에 따라 지수함수적으로 감소한다. 이 식을 다시 한 번 적분하면 입자의 위치 r을 시간의 함수로 구할 수 있다.
대표적인 힘의 예로 중력과 전자기학에서 나오는 로렌츠 힘 등을 들 수 있다. 이 외에, 뉴턴의 셋째 법칙을 써서 입자에 작용하는 힘을 유도할 수도 있다. 어떤 입자 A가 다른 입자 B에 F라는 힘을 작용한다는 것을 알고 있다면 B는 크기가 같고 방향이 반대인 반작용력 -F를 A에 대해 작용한다는 결론을 내릴 수 있다.

### 에너지
힘 F를 한 입자에 주게되면 입자는 변위 δr만큼 움직이며 이 힘에 의해 행하여진 일은 스칼라양으로 다음과 같다.
{\displaystyle \delta W=\mathbf {F} \cdot \delta \mathbf {r} }.
입자의 질량이 일정하다고 하고 그 입자에 행하여진 총 일은 δWtotal 이라고 한다면, 뉴턴의 두 번째 법칙에 의해 다음과 같은 등식을 얻을 수 있다.
{\displaystyle \delta W_{\rm {total}}=\delta T},
여기서 T를 운동 에너지라고 부른다.
점입자의 경우 아래와 같이 정의된다.
{\displaystyle T={m|\mathbf {v} |^{2} \over 2}}.
여러개의 입자로 구성된 물체의 운동에너지는 각각의 입자들의 운동에너지의 합으로 표현할 수 있다.
특별한 힘의 종류인 보존력은 퍼텐셜 에너지의 스칼라 함수 V의 그라디언트로 나타낼 수 있다.
{\displaystyle \mathbf {F} =-\nabla V}.
입자에 작용하는 모든 힘이 보존력이라 하고 V를 총 퍼텐셜 에너지라하면 총 퍼텐셜 에너지는 입자에 작용하는 각 힘에 대응하는 퍼텐셜 에너지의 합으로 얻어낼 수 있다. 그러면,
{\displaystyle \mathbf {F} \cdot \delta \mathbf {r} =-\nabla V\cdot \delta \mathbf {r} =-\delta V}
{\displaystyle \Rightarrow -\delta V=\delta T}
{\displaystyle \Rightarrow \delta (T+V)=0}.
이것이 에너지 보존 법칙이다. 그리고 총 에너지 {\displaystyle E=T+V}는 시간에 대해서 상수이다. 우리가 보통 다루는 힘이 보존력이기 때문에 이 법칙은 유용하게 쓰이는 경우가 많다.

### 추가 결과
뉴턴의 운동 법칙은 입자계에 대한 유용한 결과를 얻게 해준다. 참고 각운동량.
고전역학에 대응하는 두 가지의 중요한 체계가 있다. 라그랑지안 역학과 해밀토니안 역학이 그것이다. 이 둘은 뉴턴 역학과 동등하나 문제를 풀 때 더 유용한 경우가 있다. 이 둘과 현대 물리학 체계들은 보통, 힘이라는 개념을 우회해 에너지 같은 다른 물리량을 사용하여 역학계를 다룬다.

### 예시
두 개의 기준틀을 생각하자. 이 중 하나는 다른 하나의 기준틀에 대해서 상대적인 속력 u로 움직이고 있다. 예를 들면 차 한 대가 다른 차 한대에 대해서 10 km/h로 지나치는 상황을 들 수 있다. 여기에서 u는 10 km/h가 될 것이다.
두 기준틀 S 와 S'이며, S'은 S에 대해서 u의 속력으로 움직이고 있다. 어떤 사건이 S기준틀에서는 시-공간 좌표로 (x,y,z,t) 로 표시되고, S에서는 (x',y',z',t') 로 표시된다.
갈릴레이-뉴턴 상대론에서 어떤 사건의 시-공간 좌표는 갈릴레이 변환으로 알려진 군변환에 의해서 규정된다.
시간이 어떤 기준틀에서도 절대적이라고 가정하면, x방향으로 상대속도가 u만큼 차이나는 기준틀간의 시-공간 좌표는 다음의 관계를 갖는다.
(x' = 0 이어서 x = ut라 하자)
x' = x - ut
y' = y
z' = z
t' = t
이 방정식 4개가 갈릴레이 변환으로 알려진 군변환을 정의한다.

## 역사
자연을 지배하는 추상적인 원리가 있다는 것을 처음으로 제안한 것은 고대 그리스인들, 그 중에서도 특히 아리스토텔레스였다.
갈릴레오 갈릴레이는 추상적인 법칙을 처음으로 제안한 과학자 중 한 명인데 그는 피사의 사탑에서 대포알 두 개를 떨어뜨리는 유명한 실험을 수행한 사람이기도 하다. (이 실험에서 그는 두 개의 무게가 다른 물체가 땅에 동시에 떨어진다는 이론을 검증했다.)
아이작 뉴턴경은 프린키피아에서 3개의 운동법칙을 처음으로 제안했으며 또한 이들 세 법칙이 일상적으로 접하는 물체나 천체의 움직임을 지배한다는 것을 증명했다.
뉴턴 이후로 여러 수학자들의 손을 거쳐가며 고전역학은 더욱 수학적이며 추상적인 방향으로 발전하게 되었는데 라그랑주 역학, 해밀턴 역학이 그 예이다.

## 같이 보기
- 핼리
- 고전 역학의 혁명
- 과학사
- 운동학 (물리학)

## 참고 문헌
- 문희태 (2006). 《고전역학》 개정판. 서울: 서울대학교출판부.
- Arya, Atam P. (2000). 《대학 고전역학》. 윤진희, 차동우 역 2판. 서울: 북스힐. ISBN 9788988441428. 2016년 3월 4일에 원본 문서에서 보존된 문서. 2013년 7월 2일에 확인함.
- Feynman, Richard. 《Lectures on Physics》 (영어). ISBN 0-7382-0092-1.
  - Feynman, Richard. 《Six Easy Pieces》 (영어). ISBN 0-201-40825-2.
  - Feynman, Richard (1998년 3월). 《Six Not So Easy Pieces》 (영어). ISBN 0-201-32841-0.
- Kleppner, D.; R. J. Kolenkow (1973). 《An introduction to mechanics》 (영어). McGraw-Hill. ISBN 0-07-035048-5.
- Thornton, Stephen T.; Jerry B. Marion (2003). 《Classical dynamics of particles and systems》 (영어) 5판. Brooks/Cole.
- Goldstein, Herbert; Charles Poole, John Safko (2002). 《Classical mechanics》 (영어) 3판. Addison Wesley. Zbl 1132.70001.
- Arnold, Vladimir I. (1997). 《Mathematical methods of classical mechanics》 (영어) 2판. Springer. ISBN 978-0-387-96890-2.